# 克拉斯內 (切爾尼戈夫區)
51°17′33″N 31°16′42″E / 51.29250°N 31.27833°E

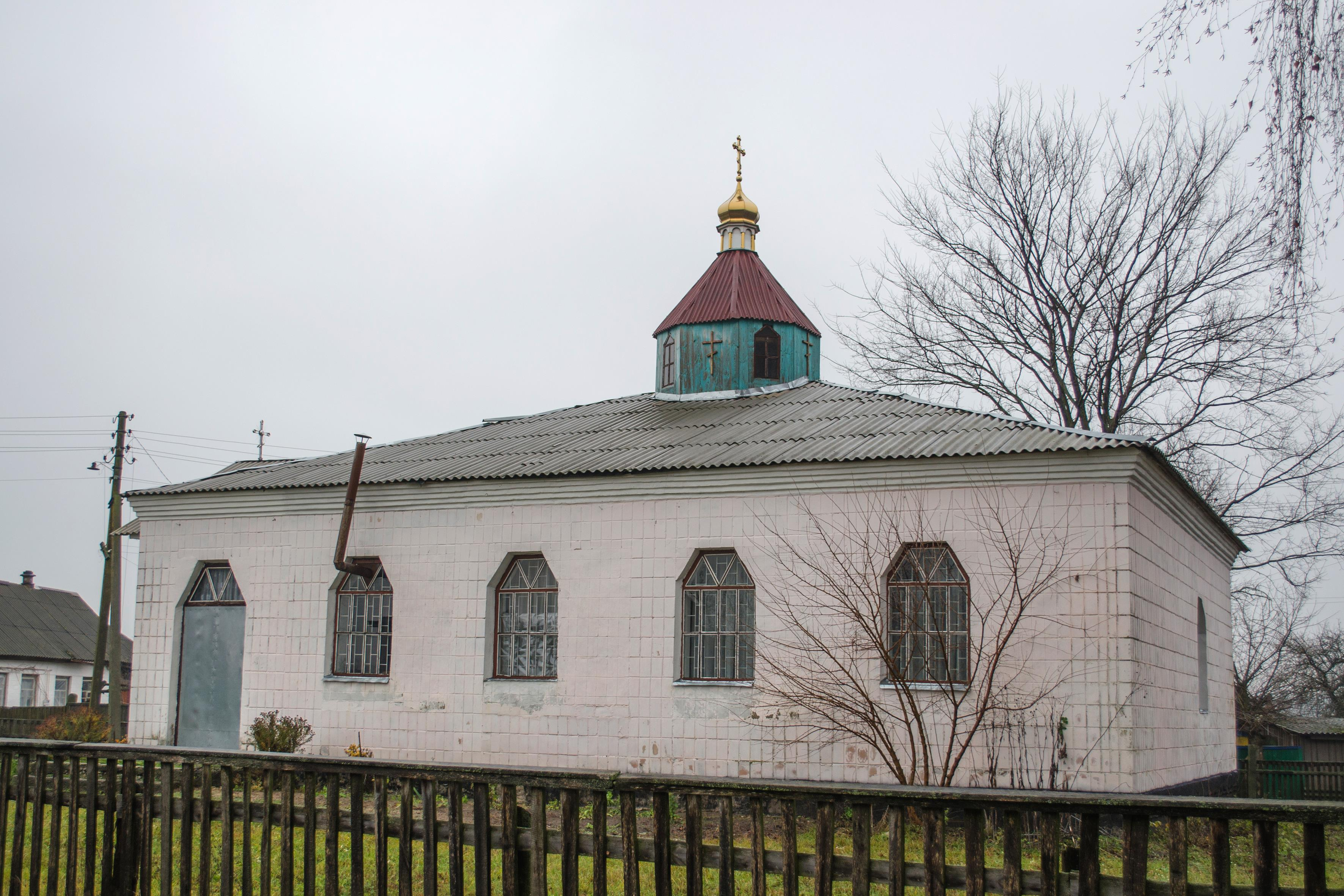
教堂

克拉斯内（烏克蘭語：Красне），或译克拉斯涅，是烏克蘭北部切爾尼戈夫州切爾尼戈夫區伊萬尼夫卡市鎮的村庄。始建於1664年，面積2.32平方公里，海拔高度113米，2001年人口785，人口密度每平方公里337.9人。